# Cor-Ai
Cor-Ai je 16. epizoda 1. řady sci-fi seriálu Hvězdná brána.

## Děj
SG-1 přichází na planetu Cartago. Vejdou do centrální budovy ve vesnici. Krátce po vstupu jsou obklíčeni vesničany vyzbrojenými kušemi. Poté, co plukovník Jack O'Neill se snaží s nimi komunikovat, jeden z vesničanů si všimne Teal'ca a křičí "Jaffa!" O'Neill se snaží vesničanům vysvětlit, že Teal'c je dobrý chlap, avšak rozzuřený vesničan tvrdí, Teal'c zabil jeho otce. Teal'c se nechá dobrovolně zajmout a zbytek SG-1 se mohou pohybovat volně.
Zatímco Teal'c je uvězněn v cele, O'Neill, kapitán Samantha Carterová a Dr. Daniel Jackson se jej ptají na incident, ze kterého je obviněn. Teal'c připouští, že zabili mnoho lidí ve službách Apophisovi. Vesničané, kteří se nazývají Byrsové, mají zvyk zvaný Cor-ai, což je druh soudního procesu, kdy žalobce vystupuje jako státní zástupce, soudce a porota. Tento zvyk pochází z přesvědčení, že pouze oběť je schopna vydat spravedlivý rozsudek. Během Cor-ai, vesničan jménem Hanno, který obvinil Teal'ca vysvětluje, že když byl dítě, přišel Goa'uld a Teal'c zabil jeho otce. Teal'c si to pamatuje a přiznává svou vinu.
Daniel Jackson, který Teal'ca obhajuje, vysvětluje vesničanům, že Teal'c již není tím stejným Jaffou, kterým byl dříve. Vysvětluje dále, že Teal'c je jeho dobrým přítelem, přestože unesl jeho ženu Sha're. Teal'c odhaluje proč musel Hannova otce zabít. Apophis dal shromáždit všechny vesničany a nařídil Teal’covi, aby pro výstrahu jednoho z nich zabil. Teal’c neměl na vybranou a nakonec se rozhodl pro Hannova otce, protože to byl mrzák. Vesničané se proti Goa'uldům neumí bránit jinak než útěkem do jeskyní a tajných tunelů, kde mají úkryty. Hannův otec by neměl šanci se zachránit a jen by vesničany zdržoval a znemožnil tak, aby všichni uprchli. Hanno však není spokojen a odsuzuje Teal’ca k smrti. Poprava se má uskutečnit příští den.
Mezitím se O'Neill vrací na základnu pro posily. Generálmajor George Hammond však odmítá posily poslat s tím, že by se jednalo o vměšování do cizí kultury během procesu s mužem, který není americkým občanem (dokonce ani občanem Země), a který spáchal několik válečných zločinů během služby Apophisovi.
Druhý den, těsně před popravou, je planeta opět napadena Apophisem. Teal'c pozná jednoho z Jaffů Shak'la a podaří se mu ho zabít a zachránit několik lidí před Jaffy, včetně Hanna. Když jsou Jaffové zneškodněni, Hanno se konečně podívá na Teal'c a říká, že se mýlil, že Teal'c není ten Jaffa, který zabil jeho otce. Teal'c, který je připraven přijmout trest, trvá na tom, že je to on. "Ne", říká Hanno, "Ten Jaffa je mrtev. Zabil jsi ho." Nakonec, SG-1 nabídne vesničanům ochranu před Goa'uldy a vrací se domů.